# Ярославкі (Західнопоморське воєводство)
Ярославкі (пол. Jarosławki, нім. Neuendorf bei Massow) — село в Польщі, у гміні Машево Голеньовського повіту Західнопоморського воєводства.
Населення — 75 осіб (2011).
У 1975-1998 роках село належало до Щецинського воєводства.

## Демографія
Демографічна структура станом на 31 березня 2011 року:
|          | Загалом | Допрацездатний вік | Працездатний вік | Постпрацездатний вік |
| -------- | ------- | ------------------ | ---------------- | -------------------- |
| Чоловіки | 39      | 7                  | 30               | 2                    |
| Жінки    | 36      | 7                  | 22               | 7                    |
| Разом    | 75      | 14                 | 52               | 9                    |